# Donja Letina
Donja Letina falu Horvátországban, Sziszek-Monoszló megyében. Közigazgatásilag Sunjához tartozik.

## Fekvése
Sziszek városától légvonalban 18, közúton 34 km-re délkeletre, községközpontjától  légvonalban 6, közúton 9 km-re északra, a sziszeki Szávamentén, Száva jobb partján, Gušćével átellenben fekszik. Egyutcás falu, házai a Szávával párhuzamosan haladó főutca déli oldalán sorakoznak.

## Története
A térség 1687-ben szabadult fel a török uralom alól. A kiürült területre hamarosan megkezdődött a keresztény lakosság betelepítése. A vidék birtokosai a Keglevichek a Felső-Szávamentéről telepítették ide jobbágyaik egy részét. A falu a topolovaci uradalmukhoz tartozott. 1773-ban az első katonai felmérés térképén a település „Dorf Nieder-Lettina” néven szerepel. Az addig egységes Letina 1880 után vált két részre, így Donja Letina lakosságát csak 1890-től számlálják önállóan.
A településnek 1890-ben 152, 1910-ben 175 lakosa volt. Zágráb vármegye Petrinyai járásához tartozott. 1918-ban az új szerb-horvát-szlovén állam, majd később Jugoszlávia része lett. A II. világháború idején a Független Horvát Állam része volt. A háború után enyhült a szegénység és sok ember talált munkát a közeli városokban. 1991. június 25-én a független Horvátország része lett. A délszláv háború idején sikerrel védték meg a horvát erők. A településnek 2011-ben 30 lakosa volt.

## Népesség
| Lakosság változása | Lakosság változása | Lakosság változása | Lakosság változása | Lakosság változása | Lakosság változása | Lakosság változása | Lakosság változása | Lakosság változása | Lakosság változása | Lakosság változása | Lakosság változása | Lakosság változása | Lakosság változása | Lakosság változása | Lakosság változása |
| ------------------ | ------------------ | ------------------ | ------------------ | ------------------ | ------------------ | ------------------ | ------------------ | ------------------ | ------------------ | ------------------ | ------------------ | ------------------ | ------------------ | ------------------ | ------------------ |
| 1857               | 1869               | 1880               | 1890               | 1900               | 1910               | 1921               | 1931               | 1948               | 1953               | 1961               | 1971               | 1981               | 1991               | 2001               | 2011               |
| 0                  | 0                  | 0                  | 152                | 170                | 175                | 183                | 157                | 153                | 167                | 156                | 112                | 76                 | 77                 | 62                 | 30                 |

## Nevezetességei
Szent Péter és Pál apostolok tiszteletére szentelt római katolikus kápolnája.